# Personal Software Services
Personal Software Services (PSS) est une défunte entreprise britannique de logiciel  située à Coventry, fondée par Gary Mays et Richard Cockayne en 1981. L'entreprise est acquise par Mirrorsoft en 1987. PSS a produit des jeux pour les ordinateurs Sinclair ZX81 et ZX Spectrum, Commodore 64, Amstrad CPC, Atari ST, compatible PC et d'autres plateformes populaires dans les années 1980 et 1990. 
PSS est connu pour ses wargames stratégiques, tels que Theatre Europe et Falklands '82. Plusieurs jeux produits par la société française ERE Informatique  ont été distribués en Grande-Bretagne par PSS, notamment Get Dexter.

## Histoire
Personal Software Services est fondée à Coventry, en Angleterre, par Gary Mays et Richard Cockayne en 1981. La société signe un partenariat avec le développeur de jeux vidéo français ERE Informatique, et publie des versions localisées de ses produits au Royaume-Uni. La série Strategic Wargames est conçue par le concepteur de logiciels Alan Steel en 1984. Au cours du développement de ces titres, Alan Steel effectue souvent des recherches sur le sujet du jeu à venir et transmet ses conclusions à d'autres associés à Coventry et à Londres. Certains jeux de la série suscitent la controverse à leur sortie, comme Theatre Europe,. En 1983, la société est reconnue comme étant "l'une des meilleures sociétés de logiciels" du Royaume-Uni et est finaliste du prix New Business Enterprise Award de la BBC Radio 4 la même année.
En 1986, Richard Cockayne prend la décision de modifier ses produits pour les distribuer sur des consoles 16 bits, car il constate que les petits ordinateurs de salon 8 bits comme le ZX Spectrum n'ont pas la puissance de traitement nécessaire pour les grands jeux de stratégie. Cette décision est interprétée comme un "retrait" du marché du Spectrum par un journaliste spécialisé dans les jeux vidéo.
Après des années de ventes fructueuses au milieu des années 1980, Personal Software Services connaît des difficultés financières, à l'occasion desquelles Richard Cockayne admet que « he took his eye off the ball » (il n'a pas été attentif). La société est rachetée par Mirrorsoft en février 1987, et est ensuite dépossédée par cette entreprise en raison du poids de ses dettes.

## Jeux
- Alien, 1982 pour ZX81[a]
- The Gauntlet, 1982 pour ZX81
- Ghost Hunt, 1982 pour ZX81
- Hopper, 1982 pour ZX81, ZX Spectrum, Oric 1 et Oric Atmos [b],[8]
- Maze Death Race, 1982 pour ZX81
- Tai, 1982 pour ZX81
- Blade Alley, 1983
- Metro Blitz, 1983
- Elektro Storm, 1983
- The Guardian, 1983
- Cosmic Split, 1983
- Light Cycle, 1983[9]
- Centipede, 1983
- Invaders, 1983
- Krazy Kong, 1983 pour ZX81 et ZX Spectrum
- The Ultra, 1983
- Deep Space, 1984
- Frank 'n' Stein, 1984
- Les Flics, 1984
- Maxima, 1984
- Xavior, 1984
- The Battle For Midway, 1985
- The Covenant, 1985
- Iwo Jima, 1986
- Macadam Bumper, 1985
- Swords and Sorcery, 1985
- Annals of Rome, 1986
- Battle of Britain, 1986
- Falklands '82, 1986
- Get Dexter, 1986
- Theatre Europe, 1986

### Après le rachat de PSS par Mirrorsoft
- Battle of Britain, 1987
- Battlefield Germany, 1987
- Bismarck, 1987
- Legend of The Sword, 1987
- Pegasus Bridge, 1987
- Sorcerer Lord, 1987
- Tobruk, 1987
- Firezone, 1988
- Austerlitz, 1989
- Final Frontier, 1989
- Waterloo, 1989
- Battle Master, 1990
- The Final Battle, 1990
- Champion of the Raj, 1991
- J. R. R. Tolkien's Riders of Rohan, 1991
- Power Struggle, 1987
- Pegasus Bridge, 1988
- Conflict:Europe, 1989
- Final Frontier, 1989
- Waterloo, 1989
- Champion of The Raj, 1990
- The Final Battle, 1990
- Battle Master, 1990
- J. R. R. Tolkien's Riders of Rohan, 1991